# Matt Piedmont
Matt Piedmont (ur. 1970 w Walnut Creek, w Kalifornii) – amerykański reżyser i scenarzysta filmowy.

## Filmografia
reżyser
- Brick Novax's Diary (Brick Novax's Diary, 2011)
- Casa de mi padre (Casa de mi padre, 2012)

scenarzysta
- Brick Novax's Diary (Brick Novax's Diary, 2011)